# Peter F. Schneider (Regisseur)
Peter Frederik Schneider (* 29. Juli 1942 in Karlsbad, Reichsgau Sudetenland; † Dezember 1999 in Marktheidenfeld) war ein deutscher Fotograf, Regisseur, Produzent und Filmemacher.

## Leben
Schneiders Eltern waren beide Fotografen. Er besuchte die Oberrealschule in Würzburg bis zum Abitur. Während dieser Zeit erstellte er erste Kurzfilme. Anschließend absolvierte er eine Ausbildung in Fotografie und Optik in Nürnberg bei der Firma Morlock. Er war zeitlebens Fotograf des Foto Studio Schneider in Marktheidenfeld. Sein filmisches Schaffen begann mit 16-mm-Filmen und ersten Kontakte zu den Internationalen Kurzfilmtagen Oberhausen. Während der Lehrzeit besuchte er Abendkurse in Ölmalerei an der Akademie der Bildenden Künste am Zabo in Nürnberg. Danach studierte er an der Prager Filmschule FAMU Regie und Kamera. In dieser Zeit nahm er zwei Mal am Filmfestival in Mannheim teil. 1968 bis 1970 war er Co-Produzent zusammen mit dem Musikverlag INMUS in München und stellte drei eigene Spielfilme her. Dabei war er jeweils verantwortlich für Buch, Schnitt, Kamera und Regie.
Ab 1970 betreute er als Dozent 16 Abschlussarbeiten der Münchner Film und Fernseh-Akademie und war anschließend Redakteur beim BR mit mehreren Features. 1976 folgte die eigene Produktion „Der Stromtreiber“, dessen Ur-Aufführung zur Berlinale stattfand. Es folgten Einladungen zu Festivals in Moskau und Turin. Schneider hatte Ausstellungen in Malerei und Fotografie in Würzburg, Frankfurt a. M. und Berlin. 1984 inszenierte er  „Die geliebte Stimme“ (französisch La voix humaine) von Jean Cocteau mit Helga Sommerfeld, die Uraufführung war am 28. März 1984 im Theater Chambinzki in Würzburg. 1989 gründete und leitete er die  Sommerakademie auf Schloss Homburg und  1991 in Wertheim in Franken.

## Filmografie (Auswahl)
- 1959: Geld
- 1960: Ganoven Illusionen
- 1963: Die Donau von Ulm bis Wien
- 1964: Episode-der Splitter in meiner Hand
- 1965: Willi´s Wunderschau
- 1966: Rosy-Rosy (Kinder, die sich lieben)
- 1967: Minitaurus
- 1967: Love is all
- 1968: Agilok und Blubbo: Lust im Zorn
- 1971: Söhne und Töchter von VIPS (TV-Serie)
- 1972: Rauschgift in Schweden
- 1974: Das Wehr
- 1979/81: Stromtreiber – Der Mann im roten Kahn
- 1981/82: Der Hundling

## Theater
- 1984 "Die geliebte Stimme - La voix humaine" Theaterinszenierung und Regie

## Auszeichnungen
- Kodak Fotopreis für Dior Schmuck
- Filmfestival in Mannheim teil. 1966–67 zwei Auszeichnungen